# Ochodaeus alleonis
Ochodaeus alleonis — вид оходеид из подсемейства Ochodaeinae.

## Описание
Жук длиной 5 мм, имеет чёрно-бурую окраску, надкрылья, голени, лапки и усики красно-жёлтые. Щиток очень длинный.